# Barbara Wysoczańska
Barbara Wysoczańska (n. 12 august 1949, Świętochłowice, Voievodatul Silezia, Polonia) este o scrimeră ce a reprezentat Polonia, medaliată olimpică. A participat la 2 ediții ale Jocurilor Olimpice (1976, 1980) în care a câștigat o medalie de bronz.